# Брез (Француска)
Брез (фр. Braize) насеље је и општина у централној Француској у региону Оверња, у департману Алије која припада префектури Монлисон.
По подацима из 2011. године у општини је живело 285 становника, а густина насељености је износила 13,6 становника/km². Општина се простире на површини од 20,95 km². Налази се на средњој надморској висини од 230 метара (максималној 291 m, а минималној 186 m).

## Демографија
| 1962. | 1968. | 1975. | 1982. | 1990. | 1999. | 2011. |
| ----- | ----- | ----- | ----- | ----- | ----- | ----- |
| 310   | 326   | 307   | 275   | 254   | 257   | 285   |

График промене броја становника у току последњих година